# Asram

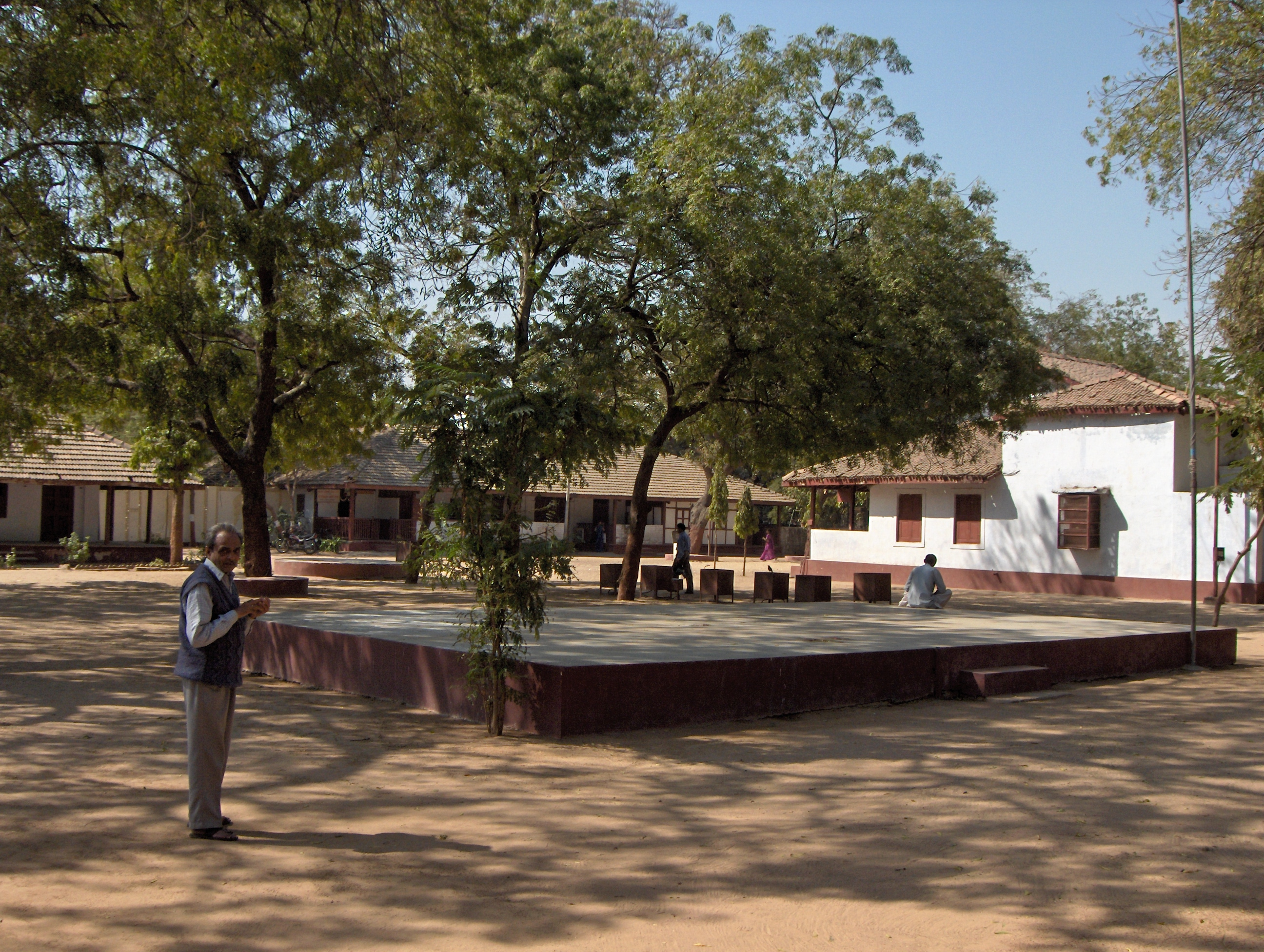
Pati de l'àixram Sabarmati, a Ahmedabad, Índia

Un asram, de vegades escrit asrama o àixram (en sànscrit i hindi आश्रम, āśrama), és, dins de la tradició índia, un indret de recolliment on gurus i deixebles conviuen per a efectuar diverses pràctiques religioses i espirituals, com el ioga, la meditació, l'estudi de la música, etc. Els asrams solen situar-se en llocs retirats en entorns naturals i sovint acullen els viatgers, actuen com a dispensari públic o són centres d'ensenyament per a infants (o gurukuls).